# Roger Adrià Oliveras
Roger Adrià Oliveras   (Barcelona, 18 d'abril de 1998) és un ciclista català. Actualment corre a l'equip Red Bull-Bora-Hansgrohe.

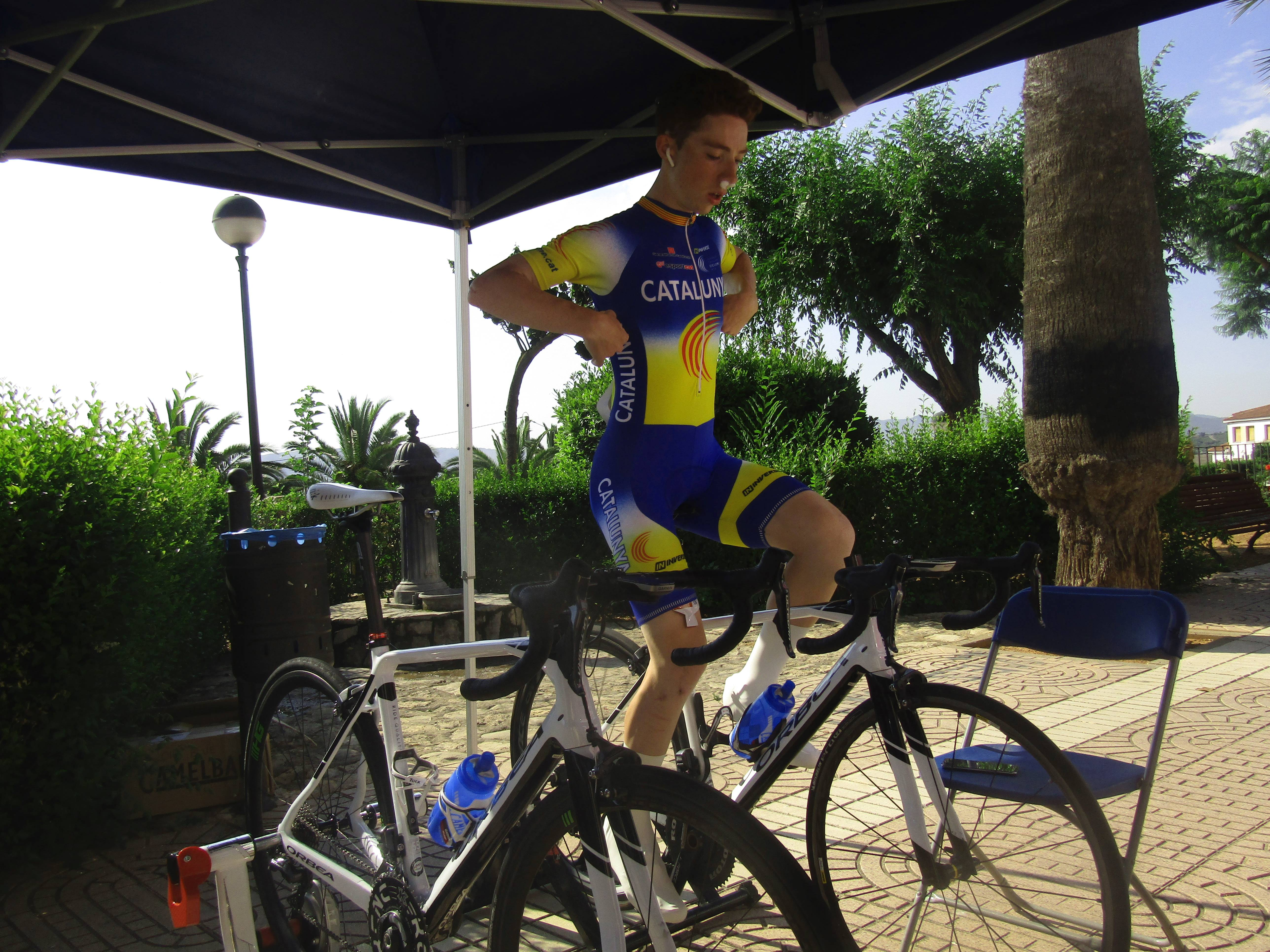
Roger Adrià, instants abans del Campionat d'Espanya sub23 de 2018.

En el camp sub23 des de la temporada 2017, sempre a l'equip Lizarte, Adrià es proclama subcampió d'Espanya CRI 2018 de la categoria a la Vall d'Uixó., any en què també fa una gran participació en el Giro d'Itàlia amateur i suma la seva primera victòria a la categoria al GP San Pedro d'Irun. La temporada 2019 domina la Copa d'Espanya elit i sub23 amb una gran regularitat, incloent-hi el triomf al Memorial Pascual Momparler.
El 17 de juny de 2022, vestint el mallot del Kern Pharma, va aconseguir la seva primera victòria professional, en imposar-se a la segona etapa de la Ruta d'Occitània, fet que, a més, li va permetre situar-se líder de la classificació.

## Palmarès
- 2015
  - Vencedor d'una etapa a la Volta a Pamplona
- 2016
  - Vencedor d'una etapa a la Volta a Àrava
- 2017
  - 1r al Premi San Pedro
- 2019
  - 1r a la Copa d'Espanya de ciclisme
  - 1r al Memorial Pascual Momparler
  - 1r al Gran Premi San Lorenzo
- 2022
  - Vencedor d'una etapa a la Ruta d'Occitània
- 2024
  - 1r al Gran Premi de Valònia
- 2025
  - Vencedor d'una etapa a la Volta a Burgos

### Resultats a la Volta a Espanya
- 2022. No surt (11a etapa)
- 2024. 43a posició